# Кузьмин, Аркадий Митрофанович
Аркадий Митрофанович Кузьмин (1909, Санкт-Петербург — 6 июня 1944, Ленинград, СССР) — советский футболист, полузащитник.

## Биография
В 1936—1940 годах играл за «Динамо» Ленинград, провёл около полусотни матчей в чемпионате СССР. В 1941 году сыграл шесть матчей за ленинградский «Спартак» в аннулированном чемпионате.
Погиб во время Великой Отечественной войны по одним данным — в конце 1941 — начале 1942, по другим — 6 июня 1944.